# Tuxedo (Nowy Jork)
Tuxedo – miasto w stanie Nowy Jork, z 3624 mieszkańcami (2010). 

## Geografia
Miasto obejmuje południowy kraniec hrabstwa Orange. Od wschodu graniczy z hrabstwem Rockland, a od zachodu z miastem Warwick.
Miasto ma powierzchnię 127,8 km², z czego 122,9 km² to stały ląd, a 5 km² to obszary wodne.
W południowej części Tuxedo – Tuxedo Park – kompleks budynków należących do roku 2009 do firmy International Paper Company Tuxedo zostało przebudowanych na biura, pokoje mieszkalne, warsztaty oraz magazyny budowlane. Ten 20 ha kompleks służył jako zaplecze budowy nowego Biura Głównego Świadków Jehowy w pobliskim Warwick. Obecnie znajduje się w nim studio telewizji Świadków Jehowy – „JW Broadcasting”.